# Zeitmengenbestand
Der Begriff Zeitmengenbestand ist ein Begriff der Deskriptiven Statistik.
Unter dem Zeitmengenbestand D versteht man die Summe der Verweildauer aller Objekte in einem Intervall {\displaystyle [t_{1},t_{m}]}. Für jedes Objekt wird die Differenz zwischen dem Eintrittszeitpunkt {\displaystyle t_{i}^{A}} und dem Austrittszeitpunkt {\displaystyle t_{i}^{E}} berechnet. Der Zeitmengenbestand berechnet sich dann wie folgt:
{\displaystyle D=\sum _{i=1}^{n}(t_{i}^{E}-t_{i}^{A})}.
Alternativ kann man die Bestände {\displaystyle B_{j}} zu verschiedene Zeitpunkten {\displaystyle t_{j}} erfassen. Unter der Annahme, dass sich der Bestand im Zeitintervall {\displaystyle [t_{j},t_{j+1}]} gleichmäßig ändert, gilt:
{\displaystyle D=\sum _{j=1}^{m-1}B_{j}(t_{j+1}-t_{j})}.

## Beispiel
An einem Einjahres-Projekt arbeiten an jedem Monatsersten folgende Mitarbeiter:
|          | Jan | Feb | Mrz | Apr | Mai | Jun | Jul | Aug | Sep | Okt | Nov | Dez | Monate |
| -------- | --- | --- | --- | --- | --- | --- | --- | --- | --- | --- | --- | --- | ------ |
| A        | x   | x   | x   | x   | x   | x   | x   | x   | x   | x   | x   | x   | 12     |
| B        | x   | x   | x   | x   | x   | x   |     |     |     |     |     |     | 6      |
| C        |     | x   | x   | x   | x   | x   | x   | x   |     |     |     |     | 7      |
| D        |     |     |     |     |     | x   | x   | x   | x   | x   | x   |     | 6      |
| Personen | 2   | 3   | 3   | 3   | 3   | 4   | 3   | 3   | 2   | 2   | 2   | 1   |        |

Der Zeitmengenbestand ergibt sich zu
{\displaystyle D=12+6+7+6=31} bzw.
{\displaystyle D=2*1+3*1+3*1+3*1+3*1+4*1+3*1+3*1+2*1+2*1+2*1+1*1=31},
d. h., es wurden insgesamt 31 Personenmonate benötigt.